# Charles-Alfred-Marie Paradis
Pour les articles homonymes, voir Paradis (homonymie).
Charles-Alfred-Marie Paradis (1848-1926) était un prêtre catholique québécois, Oblat de Marie-Immaculée, et un missionnaire ayant œuvré à la colonisation du Québec. 

## Jeunesse
Né en 1848, dans une famille de Saint-André de Kamouraska, Charles-Alfred-Marie Paradis est le 8e de 14 enfants. Après avoir été pensionnaire au Collège de Sainte-Anne-de-la-Pocatière, il entre au noviciat des Oblats-de-Marie-Immaculée à Lachine. Il devient par la suite professeur d'art au Collège d'Ottawa, entre 1878 et 1881.

## Missionnaire-colonisateur
Ordonné prêtre en 1881,, il travaille d'abord pour la mission Saint-Claude qui dessert la région autour du Lac Témiscamingue et jusqu'à la Baie James. Dès 1883, il tente de convaincre ses supérieurs de la possibilité de créer une quarantaine de paroisses dans la région, convaincu de son potentiel agricole et soucieux d'attirer les Canadiens-français expatriés aux États-Unis. 
En 1884, il est muté à Montcerf, près de Maniwaki. Ayant permis aux colons de couper du bois, il entre en conflit avec la Gilmour Brothers et l'affaire est portée devant les tribunaux, puis au conseil privé de la reine à Londres qui lui donne gain de cause. Les Oblats, qui ne voyaient pas ce combat d'un bon œil, l'expulsent de leur ordre. Cependant, il en appelle à Rome et il obtient de pouvoir continuer à exercer son sacerdoce.
À la fin des années 1880, il travaille à la colonisation de la région entre North Bay et Temagami en Ontario.
Artiste talentueux, il a réalisé de nombreux dessins lors de ses voyages en canot, et certains ont été transformés en aquarelles.

## Fin de vie
Charles-Alfred-Marie Paradis prend sa retraite en 1926, et part s'installer chez les Pères de Sainte-Croix à Montréal, où il mourut le 10 mai de la même année. Il est inhumé dans la crypte de la basilique-cathédrale Marie-Reine-du-Monde de Montréal.